# ダイヤニッセイビル
ダイヤニッセイビルは、神戸市中央区の神戸ハーバーランドにあるビルである。

## 歴史
1992年竣工。元々三菱倉庫の工場があったところを再開発した商業施設とビジネスビルで構成されている施設である。三菱倉庫が日本生命保険と共同で運営と保有を行っている（ビルの名称も、三菱グループでしばしば見られる「ダイヤモンド」と、日本生命の「ニッセイ」を合わせたもの）。
1995年には神戸新聞社（神戸新聞・デイリースポーツ発行元）が、阪神・淡路大震災のため、三宮・神戸新聞会館（現・ミント神戸）の被災による、倒壊が発生したことに伴い、暫定処置として当ビルの空きフロアに編集部門を移設した（登記上の本店は西区にある西神ニュータウンの神戸新聞製作センターに移転。1996年8月、本社・本店を現在の神戸情報文化ビル「エコールマリン→カルメニ」へ移転）。
商業施設の部門は阪急百貨店が運営する「神戸阪急」と、ダイエーが入居したが、ダイエーは業績不振を理由に2006年に撤退。一方の阪急も2011年で契約満了で撤退。その後は、イズミヤやソフマップなど複数のテナントが出店する「Ha・Re」として使われており、2013年になると、イオンが中心となって、ダイヤニッセイビルと専門店街の「モザイク」を一体的に運営して集客の向上を図るとしている。これが現在のumieである。